# Basílio (procônsul da Acaia)
Basílio (em latim: Basilius) foi um oficial romano de meados do século IV, ativo durante o reinado do imperador Constâncio II (r. 337–361).

## Vida
Através das orações de Himério de Atenas sabe-se que o pai de Basílio foi cônsul e que viveu no Ocidente, porém seu nome não é mencionado. Os autores da PIRT sugerem que Basílio igualmente possui origens ocidentais e era filho de Valério Máximo, o que faria-o parente de Valério Máximo Basílio. Se pensa que pode ser identificado com Valério Máximo ou talvez foi seu irmão, e pode ter sido pai de Basílio. Segundo Himério, que endereçou duas de suas orações (XLVI e XLVII), Basílio serviu como procônsul da Acaia.